# 데니즈 고디
데니즈 고디(Denise Gordy, 1949년 11월 11일 ~ )는 미국의 배우, 텔레비전 배우, 영화배우이다.
디트로이트에서 태어났다.

## 영화
- DC 택시 (1983년)